# 肯特冰川
82°50′S 163°10′E / 82.833°S 163.167°E
肯特冰川是南極洲的冰川，位於沙克爾頓海岸，屬於伊麗莎白女王嶺的一部分，全長30公里，流經馬卡姆高原東側，由新西蘭探險隊命名。